# Ремонтное
Ремонтное — село в Ростовской области, административный центр Ремонтненского района и Ремонтненского сельского поселения.

## Происхождение названия
Название села говорит о том, что здесь происходил ремонт лошадей, которых коннозаводчики должны были сдавать в кавалерию или артиллерию. Под словом «ремонт» понимается пополнение убыли или замена негодных для строевой службы лошадей. Занимались этим офицеры-ремонтёры — уполномоченные от казачьих кавалерийских частей. До начала XX века также использовалось название станица Ремонтная.

## География
Село расположено на юго-востоке Ростовской области в пределах Ергенинской возвышенности, являющейся частью Восточно-Европейской равнины, в долине реки Джурак-Сал. Средняя высота над уровнем моря — 107 м. Рельеф местности равнинный. Большая часть села расположена на левом берегу реки Джурак-Сал. Левобережную часть села с запада ограничивает балка Сухая Темрта, с востока — балка Темрта. Правобережную часть села разделяет балка Песчаная. В пределах села имеется пруд, созданный на реке Джурак-Сал.
По автомобильной дороге расстояние до Ростова-на-Дону составляет 390 км, до ближайшего города Элисты Республики Калмыкия — 67 км. Ближайший населённый пункт посёлок Новопривольный расположен в 14 км к западу от села. К селу имеется асфальтированный подъезд от региональной автодороги Зимовники — Элиста (1,1 км).
Климат
Согласно классификации климатов Кёппена-Гейгера для Ремонтного характерен влажный континентальный климат с жарким летом (индекс Dfa). Среднегодовая температура воздуха — 9,2 °C, количество осадков — 352 мм. Самый засушливый месяц — сентябрь (норма осадков — 20 мм). Самый влажный месяц — июнь (46 мм).
| Показатель                    | Янв. | Фев. | Март | Апр. | Май  | Июнь | Июль | Авг. | Сен. | Окт. | Нояб. | Дек. | Год |
| ----------------------------- | ---- | ---- | ---- | ---- | ---- | ---- | ---- | ---- | ---- | ---- | ----- | ---- | --- |
| Средняя температура, °C       | −3,7 | −3,9 | 1,8  | 10,2 | 16,3 | 21,4 | 24,3 | 23,1 | 16,8 | 9,8  | 2,6   | −2,1 | 9,7 |
| Норма осадков, мм             | 29   | 25   | 28   | 31   | 54   | 54   | 36   | 34   | 31   | 31   | 34    | 34   | 421 |
| Источник: ФГБУ "ВНИИГМИ-МЦД". |      |      |      |      |      |      |      |      |      |      |       |      |     |

| Показатель                    | Янв. | Фев. | Март | Апр. | Май  | Июнь | Июль | Авг. | Сен. | Окт. | Нояб. | Дек. | Год  |
| ----------------------------- | ---- | ---- | ---- | ---- | ---- | ---- | ---- | ---- | ---- | ---- | ----- | ---- | ---- |
| Средний суточный максимум, °C | −2   | −1,8 | 3,5  | 15,1 | 23,0 | 27,8 | 30,6 | 29,2 | 22,1 | 13,6 | 5,3   | 0,4  | 13,9 |
| Средняя температура, °C       | −5   | −5,2 | −0,2 | 9,6  | 16,9 | 21,6 | 24,4 | 23,0 | 16,3 | 8,9  | 2,2   | −2,2 | 9,2  |
| Средний суточный минимум, °C  | −8   | −8,5 | −3,9 | 4,1  | 10,8 | 15,5 | 18,2 | 16,8 | 10,5 | 4,3  | −0,9  | −4,7 | 4,5  |
| Норма осадков, мм             | 32   | 21   | 21   | 25   | 37   | 46   | 34   | 33   | 20   | 22   | 29    | 32   | 352  |
| Источник:                     |      |      |      |      |      |      |      |      |      |      |       |      |      |

## История
«Селение „Ремонтное“ (Джурук) было основано в 1847 году при речке „Джурук“. До образования поселения на этом месте ремонтёры покупали лошадей у коннозаводчиков. В селении были: церковь, 4 торговых лавки, 2 питейных заведения, 2 кузницы, 4 винных склада и пожарный обоз»— Труды Астраханского Губернского статистического комитета, выпуск 5, 1877 г
Основание села связано с политикой царского правительства по заселению калмыцких земель и переводу калмыцкого населения к оседлости. Правительственной инструкцией 1846 года предполагалось основание 28 смешанных калмыцко-русских селений по трактам, проходившим через Калмыцкую степь. Предусматривался отвод крестьянам и калмыкам-простолюдинам по 30 дес. на душу мужского пола, нойонам по 1500 дес., зайсангам аймачным по 400 дес., безаймачным по 200 дес. на семейство. Опыт привлечения калмыков к оседлости был неудачным. Русские селения заселялись сначала медленно выходцами по большей части из малоземельных Воронежской и Харьковской губерний.
Развитию села способствовало его географическое положение: на Царицынско-Ставропольском тракте, связывавшем Волгу с Северным Кавказом, и на границе Астраханской губернии и Области войска Донского.
В годы Гражданской войны нынешняя территория Ремонтненского района входила в Элистинский уезд. С 1921 года — село Ремонтное административный центр Ремонтненского уезда Калмыцкой автономной области. С 1926 года — административный центр Ремонтненского района Сальского округа Северо-Кавказского края (с 1930 года — район в непосредственном подчинении края), с 1934 года — Азово-Черноморского края, с 1937 года — Ростовской области.

## Население
| 1859  | 1897  | 1900  | 1905  | 1908  | 1914  | 1926  | 1959  | 1970  |
| ----- | ----- | ----- | ----- | ----- | ----- | ----- | ----- | ----- |
| 958   | ↗3901 | ↗4799 | ↘4619 | ↗5213 | ↗5603 | ↘5409 | ↘5318 | ↗6599 |
| 1979  | 1989  | 2002  | 2010  | 2012  | 2013  | 2014  | 2015  | 2016  |
| ↗7048 | ↗7665 | ↘7385 | ↘7198 | ↘7037 | ↘6957 | ↘6844 | ↘6782 | ↘6736 |
| 2017  | 2018  | 2019  | 2020  | 2021  |       |       |       |       |
| ↘6704 | ↘6682 | ↘6586 | ↘6526 | ↘6437 |       |       |       |       |

## Инфраструктура
- Детский сад «Родничок»
- Детский сад «Солнечный зайчик»
- Детский сад «Солнышко»
- Гимназия № 1
- Средняя школа № 2
- Центр детского творчества
- Школа искусств
- Районная детско-юношеская спортивная школа
- Центральная районная больница
- Районный дворец культуры
- Межпоселенческая центральная библиотека

Улицы
| - ул. 70 лет Октября, - ул. Базарная, - ул. В. Яценко, - ул. Виноградная, - ул. Восточная, - ул. Гоголя, - ул. Дзержинского, - ул. Дуси Кучеренко, - ул. Комсомольская, - ул. Ленинская, - ул. Лесная, - ул. Мира, | - ул. Набережная, - ул. Октябрьская, - ул. Партизанская, - ул. Первомайская, - ул. Пушкина, - ул. Садовая, - ул. Самоследова, - ул. Советская, - ул. Степная, - ул. Шелудько, - ул. Шолохова, - ул. Южная, | - пер. Аэродромный, - пер. Береговой, - пер. Бойко, - пер. Вишнёвый, - пер. Дружбы, - пер. Есенина, - пер. Западный, - пер. Калинина, - пер. Колхозный, - пер. Коммунальный, - пер. Крупской, - пер. Лазо, | - пер. Медицинский, - пер. Механизаторов, - пер. Мостовой, - пер. Пионерский, - пер. Речной, - пер. Северный, - пер. Строителей, - пер. Тургенева, - пер. Фадеева, - пер. Школьный, - пер. Юбилейный. |

## Русская православная церковь
Памятная арка в память о Покровской церкви села Ремонтное. Церковь Покрова Божией Матери была построена в конце 1850-х — начале 1860-х годов, в 1934 году она была закрыта и снесена.
С 2016 года в селе строится церковь во имя Святых праведных Иоакима и Анны.

## Люди, связанные с селом
- Веткалов, Василий Егорович — ветеран Великой Отечественной войны.
- Михаил Моргунов — Герой Социалистического Труда.
- Самоследов, Тихон Фёдорович — Герой Социалистического Труда
- В 1911—1917 годах в Ремонтном работал следователем польский композитор Аполинарий Шелюто.
- В июле 1942 года гитлеровцами была расстреляна еврейская поэтесса Елена Ширман.

## Достопримечательности
- Памятник Владимиру Ильичу Ленину
- Памятник Николаю Островскому[31].
- Мемориал павшим землякам в годы Гражданской и Великой Отечественной войн.